# Порохня (Кальміуський район)
Порохня́ — село Новоазовської міської громади Кальміуського району Донецької області, Україна. Відстань до райцентру становить близько 22 км і проходить автошляхом місцевого значення.
Унаслідок російської військової агресії із серпня 2014 р. Порохня перебуває на тимчасово окупованій території.

## Населення
За даними перепису 2001 року населення села становило 59 осіб, із них 72,88 % зазначили рідною мову українську, 25,42 % — російську та 1,69 % — румунську мову.